# La Lega degli Straordinari Gentlemen
La Lega degli Straordinari Gentlemen (The League of Extraordinary Gentlemen) è una serie a fumetti ideata da Alan Moore.
Disegnata da Kevin O'Neill, la serie rivisita i grandi romanzi della letteratura vittoriana, riproponendo personaggi come il Capitano Nemo, il Dottor Jekyll, Mina Murray, Allan Quatermain, l'uomo invisibile e Mycroft Holmes, riuniti in un gruppo di stampo supereroistico (non a caso il nome richiama alla Justice League of America della DC Comics).
L'edizione italiana della serie è curata dalla Magic Press, che ha pubblicato la prima serie in volumi e serializzato la seconda sulla rivista bimestrale America's Best Comics, raccogliendola successivamente in volume. I diritti sono passati in seguito alla Planeta De Agostini e successivamente, nel 2012, alla BAO Publishing.
Dalla serie è stato liberamente tratto un film nel 2003, La leggenda degli uomini straordinari.

## Trama

### Volume 1
Un variopinto gruppo di personaggi viene chiamato dall'impero britannico per costituire la cosiddetta Lega degli Straordinari Gentlemen. Mina Murray, Allan Quatermain, il dottor Jekyll e Mr. Hyde, il Capitano Nemo e Hawley Griffin (l'uomo invisibile) vengono convocati da un sinistro e sospetto individuo, Mr. Bond, per compiere una missione che salverà l'Impero e il mondo. A capo di tutta questa organizzazione, poiché Mr. Bond è solo un intermediario, c'è un fantomatico individuo che si fa chiamare "Mr. M". I sei avventurieri s'imbarcano a bordo del Nautilus in questa missione contro il famigerato Dottore, un diabolico cinese a capo di tutta la criminalità dell'East End di Londra, per sventare il suo piano di conquista mondiale, ma le cose non stanno veramente come credevano: il fantomatico Mr. M è in realtà James Moriarty, creduto erroneamente morto, che intendeva sventare i piani del Dottore all'unico scopo di ottenere la cavorite, un materiale che permette alle macchine di volare, per usarlo sulla sua macchina da guerra e conquistare il mondo. I componenti della Lega si troveranno quindi a fronteggiare un'altra minaccia che non si aspettavano, riuscendo comunque a cavarsela e salvando, per la seconda volta, l'Impero e il mondo.

### Volume 2
Dopo poche ore di riposo una nuova minaccia incombe: strani cilindri metallici piovono dal cielo e stando a quanto dicono gli esperti vengono proprio da Marte! Il gruppo si ritrova un'altra volta unito e va a vedere di cosa si tratta facendo una terribile scoperta: da questi oggetti cilindrici escono degli alieni tentacolari che cominciano a costruire delle macchine di distruzione al fine di conquistare la Terra. Dopo alcuni tentativi di fermare o almeno circoscrivere l'invasione il gruppo si scinde, da una parte Capitano Nemo e Hyde che fanno di tutto per arrestare gli alieni, e dall'altra Allan Quatermain e Miss Murray, ancora scioccata dal precedente tradimento di Griffin e dall'incontro che ha avuto col suddetto traditore invisibile, che vengono mandati a cercare l'arma che potrà distruggere gli alieni, un prodotto di un certo Dottor Alphonse Moreau. L'improbabile quartetto alla fine si riunisce e assistono impotenti prima alla morte di Hyde e poi allo sterminio degli alieni usando l'arma che Murray e Quatermain erano andati a prendere. In realtà era un ibrido fra due virus che sterminerà definitivamente la minaccia aliena. Capitano Nemo, inorridito di fronte all'uso di armi batteriologiche a sua insaputa, decide di abbandonare il gruppo e di tornarsene a casa. Mina Murray decide anch'essa di staccare un po' dopo tutte le avventure che ha passato e va in Scozia. Il gruppo è sciolto.

### Black Dossier
Presentato come un sourcebook a sé stante, piuttosto che come terzo volume, il Black Dossier ha una sequenza di inquadrature ambientate non in epoca vittoriana ma nel 1958. Gli eventi si svolgono dopo la caduta del governo del Grande Fratello del romanzo 1984 (la spiegazione di questo apparente spostamento di data è che il libro di George Orwell è stato pubblicato nel 1948). La storia stessa vede Mina Harker e Allan Quatermain - ora immortali dopo essersi immersi nel fuoco della giovinezza di Lei - nella ricerca per recuperare lo stesso Black Dossier (un macguffin confessato), in un metafisico dipanarsi della storia segreta della ormai sciolta Lega degli Straordinari Gentiluomini.
A fermarli c'è un trio di agenti segreti: James Bond, Emma Night, e Hugo "Bulldog" Drummond. L'inseguimento porta Mina e Allan da Londra alla Scozia e infine al magico Mondo Fiammeggiante, sotto la supervisione di Prospero di Shakespeare.
Inizialmente pensata per essere accompagnata da un disco a 45 giri con le canzoni citate nella trama, questa aggiunta è stata accantonata apparentemente per essere inclusa come extra dell'"Edizione Assoluta", e alla fine è stata abbandonata completamente con dispiacere dell'autore/cantante. Un numero limitato di copie del disco è stato infine prodotto nel Regno Unito. Sia l'edizione originale che quella italiana presentano degli occhialini 3D dal momento che le ultime pagine presentano degli effetti grafici in tre dimensioni.

### Volume 3: Century

#### Century: 1910
Nella serie Century (Secolo, in italiano) le avventure della Lega riprendono grazie all'attività di Mina che recluta altri bizzarri e loschi personaggi nel Novecento, tra cui Thomas Carnacki, il detective dell'occulto creato da William Hope Hodgson, Orlando, l'androgino di Virginia Woolf, A. J. Raffles, ladro gentiluomo da cui nacque il più famoso Arsène Lupin, Ismaele, il baleniere narratore di Moby Dick, Andrew Norton, viaggiatore temporale creato dallo scrittore Iain Sinclair, la figlia del Capitano Nemo e Jack lo Squartatore (già utilizzata da Alan Moore in From Hell).

#### Century: 1969
In questo secondo capitolo di Century, ambientato quasi 60 anni dopo in una Londra hippy e lisergica, incontriamo una Mina Murray decisamente più moderna. Qui la Lega, composta ormai solamente da Mina, Alan Quatermain e Orlando, cerca di impedire ad una congrega di occultisti di portare a termine la nascita dell'Infante Lunare, probabile futuro Anticristo.

#### Century: 2009
In questo terzo capitolo la Lega, ormai allo sbando senza la guida di Mina, scomparsa nel 1969, si è sciolta. L'Infante Lunare è nato, cresciuto, e il suo tempo di terrore e distruzione può iniziare; il mondo può ora iniziare a finire, a partire dal nord di Londra.
Sebbene Century venga presentato in Italia come il terzo capitolo della saga, in realtà esso è il quarto, giacché segue il sopra citato "Black Dossier" (pubblicato in Italia nel 2013 dalla BAO Publishing).

### La trilogia di Nemo
Presentato come uno spin-off a sé stante piuttosto che come una nuova storia della Lega degli Straordinari Gentiluomini, la trilogia è composta da tre capitoli:

#### Nemo: Cuore di ghiaccio
Nemo: Heart of Ice segue Janni Dakkar in Antartide nel 1925. La storia si apre con Nemo e la sua ciurma che deruba un grande tesoro di Ayesha, che sembra avere una grande influenza su Charles Foster Kane. Nemo si reca in Antartide come suo padre in un viaggio che lo fece impazzire. Kane recluta Frank Reade Jr., Jack Wright e Tom Swift per recuperare il tesoro di Ayesha da Nemo. Il trio la segue in Antartide dove incontrano una fossa che conduce a Yuggoth, un misterioso gigante bianco e una sfinge di ghiaccio. 

#### Nemo: Le rose di Berlino
Nemo: The Roses of Berlin si svolge nel 1941 dove Hira, la figlia di Janni Dakkar e Broad Arrow Jack, e suo marito Armand Robur, vengono catturati dalle forze naziste di Adenoid Hynkel; Nemo e Jack si recano a Berlino in missione di salvataggio solo per scoprire di essere stati attirati in una trappola. Ben presto vengono inseguiti dai restanti eroi dei Twilight Heroes, Maria e il dottor Caligari. Il dottor Mabuse aiuta poi la coppia a sfuggire alla cattura e rivela loro la trama orchestrata da Ayesha, diventata alleata di Hynkel, per ottenere la sua vendetta dopo gli eventi di "Cuore di ghiaccio". 

#### Nemo: Fiume di spettri
Nemo: River of Ghosts si svolge nel 1975 ed è ambientato in Sud America. Janni si lancia nella vastità dell'Amazzonia, dalla città in rovina di Yu-Atlanchi al favoloso altopiano di Maple White Land, per regolare i conti con i suoi vecchi nemici.

### Volume 4: La tempesta
Il quarto volume della serie principale è stato originariamente pubblicato in sei parti, a partire dal giugno 2018. Non solo è stata annunciata come l'ultima storia della Lega, ma anche i creatori Alan Moore e Kevin O'Neill l'hanno descritta come il loro ultimo lavoro nel medium del fumetto. 
La trama è la seguente: si apre contemporaneamente sul quartier generale in preda al panico dei servizi segreti militari britannici, su Kor, la leggendaria città africana perduta di Ayesha, e sulla cittadella a cupola del "Noi" sulla Terra devastata dell'anno 2996. La narrazione è densa, eppure furiosa sfreccia come una locomotiva espresso attraverso il mondo degli universi narrativi, dall'isola di Lincoln all'America moderna fino al Mondo Fiammeggiante; dall'antichità giacobina degli Uomini di Prospero ai supereroi del presente fino agli inimmaginabili confini di un futuro fantascientifico scintillante. Con una cast che comprende molte delle figure più iconiche della letteratura e della cultura pop, e un ritmo che trasmette il terribile dipanarsi di eventi inevitabili, questa è letteralmente la storia che conclude tutte le storie.

## Fonti di ispirazione
Alan Moore nelle sue storie della Lega presenta una serie di personaggi e citazioni dai romanzi e dalla cultura ottocentesca pressoché infiniti: ogni singolo personaggio di una certa rilevanza ha un legame con un qualche romanzo.
La maggiore ispirazione per quest'opera appare comunque costituita dalla Famiglia Wold Newton, ideata dallo scrittore di fantascienza Philip José Farmer, un pastiche in cui mischia personaggi storici con famosi personaggi di fantasia (come Tarzan e Doc Savage, di cui narra le origini segrete mai svelate nei romanzi ufficiali).
La ricerca di Moore è vasta e variegata: basti leggere l'appendice al secondo volume, che racconta l'esplorazione del mondo da parte dei personaggi della Lega (principalmente dal capitano Nemo, dimessosi dalla Lega alla fine del secondo volume, e di Allan Quatermain e Mina Murray), dove Moore contestualizza e descrive decine di leggende, romanzi e storie in quello che è il mondo alla fine dell'Ottocento.
Tutti i volumi sono pervasi da una sottile ironia, rivolta al lettore contemporaneo con rimandi alla cultura novecentesca, che ovviamente i protagonisti della Lega non potevano conoscere. Ad esempio, nel secondo volume Mister Hyde canta una canzoncina, You should see me dance the polka, che è la stessa che il suo omologo Mister Hyde sente cantare in un locale, nel film del 1941 Il dottor Jekyll e Mr. Hyde; oppure, nella già citata appendice al secondo volume, viene descritto l'incontro tra Quatermain e Mina con Babbo Natale, che viene definito «uno sciamano polare che nella notte del solstizio di mezzo inverno porta la gioia in tutte le case del mondo, trasportato da alcuni spiriti animali e aiutato dai suoi spiriti familiari, che lui definisce "piccoli aiutanti"»: un Babbo Natale che, peraltro, viene trovato piangente sul cadavere di un rappresentante di una bibita gassata americana che lo cercava a fini pubblicitari.

## Personaggi
Come si evince dalle informazioni date dagli scritti in appendice ai vari volumi della serie (ad esempio "L'almanacco del nuovo viaggiatore") e da alcuni riferimenti contenuti nella serie ed in particolare ne "La Lega degli Straordinari Gentlemen - Black Dossier", sono esistite svariate versioni della Lega.

### Membri della lega del XVII secolo: Gli "Uomini di Prospero"
- Prospero il Duca di Milano, lo stregone protagonista della commedia La tempesta di William Shakespeare. In precedenza era conosciuto come l'alchimista John Subtle.
  - Calibano, il servo mostruoso e deforme di Prospero
  - Ariel, spirito dell'aria legata al servizio di Prospero
- Il Cristiano, il pellegrino protagonista dell'opera Il pellegrinaggio del cristiano di John Bunyan.
- Capitano Robert Grandebito, esploratore inglese protagonista del libro L'isola fluttuante di Richard Head.
- Don Chisciotte, cavaliere aristocratico spagnolo protagonista dell'opera Don Chisciotte della Mancia dello scrittore spagnolo Miguel de Cervantes Saavedra.
- Amber St. Clair, cortigiana protagonista delle novelle di Kathleen Winsor.
- Orlando, il femminino immortale nato dalla penna di Virginia Woolf.

### Membri della Lega del XVIII secolo
- Lemuel Gulliver, medico di bordo e avventuriero protagonista della novella del 1726 I viaggi di Gulliver di Jonathan Swift.
- Il Reverendo Dr Christopher Syn, conosciuto anche come Capitano Clegg, e, in seguito come lo Spaventapasseri protagonista dell'omonima serie di romanzi di Russell Thorndike.
- Sir Percy e Lady Marguerite Blakeney dal romanzo La primula rossa della Baronessa Orczy.
- Natty Bumppo, personaggio de I racconti di Calza di Cuoio di James Fenimore Cooper. Viene spesso indicato con altri soprannomi come: Occhio di Falco, Calze di Cuoio e La Longue Carabine.
- Fanny Hill, l'eroina eponima del romanzo erotico Fanny Hill. Memorie di una donna di piacere di John Cleland.
- Orlando, protagonista dell'omonimo romanzo di Virginia Woolf

### Membri della Lega del 1898
- Capitano Nemo (dal romanzo Ventimila leghe sotto i mari di Giulio Verne)
Nemo ed il suo Nautilus sono il mezzo che permette alla Lega di muoversi velocemente in giro per il mondo. Nella storia esso riprende le sembianza e le origini che Giulio Verne gli aveva attribuito nel secondo romanzo a lui dedicato L'isola misteriosa: esso infatti è un principe indiano, esule e pieno di odio verso l'Impero Britannico (nel fumetto viene raccontato che Nemo ha partecipato all'ammutinamento indiano del 1857). Nonostante ciò, decide di unirsi alla Lega alla ricerca di nuove avventure.
- Dr. Henry Jekyll/Mr. Hyde (dal romanzo Lo strano caso del dottor Jekyll e del signor Hyde di Robert Louis Stevenson)
Il Dottor Jekyll e il suo mostruoso alter ego vengono raggiunti a Parigi, con il supporto di Auguste Dupin, da Mina Murray e Allan Quateirmann. Col passare del tempo, Hyde si è reso sempre più forte ed indipendente, tanto che da figura minuta e curva si è trasformato in una grossa bestia scimmiesca. Inoltre ora il Dottor Jekyll non necessita delle pozioni per trasformarsi, ma diventa Hyde quando è stressato o arrabbiato. Dispone, come molti animali, di sensi molto sviluppati inclusa la vista, tanto che riesce a vedere Griffin grazie al suo calore corporeo (capacità che deciderà di non svelare a quest'ultimo e che in seguito tornerà a suo vantaggio).
- Mina Harker (dal romanzo Dracula di Bram Stoker)
Divorziata da Jonathan Harker, miss Mina Murray è posta da Bond a capo del gruppo eterogeneo di eroi. Ha un passato oscuro di cui non vuole parlare.
- Allan Quatermain (dal romanzo Le miniere di re Salomone di H. Rider Haggard)
Grande cacciatore coloniale, fedele all'impero. Viene ritrovato, vecchio e macilento, in una fumeria d'oppio. Gradualmente si riprende a bordo del Nautilus, liberandosi dalla sua dipendenza dal laudano e ritrovando un po' del suo spirito impavido e combattivo. Un tempo aveva una moglie e un figlio, ma sono morti.
- Uomo invisibile (dal romanzo omonimo di H. G. Wells)
Egoista e sostanzialmente amorale, Hawley Griffin viene catturato da miss Murray - con l'aiuto di Quatermain e Nemo - in un collegio femminile dove aveva messo incinte alcune ragazze e viene quindi reclutato in cambio dell'amnistia per i suoi passati crimini, venendo poi utilizzato per le sue doti straordinarie di invisibilità per infiltrarsi e recuperare informazioni. Sa essere spietato e non esita a uccidere.

### Membri della Lega del 1910
- Mina Murray
- Thomas Carnacki (dal romanzo Carnacki, cacciatore di spettri di William Hope Hodgson)
- Orlando (dal romanzo omonimo di Virginia Woolf)
- A. J. Raffles (dall'omonima serie di romanzi di Ernest William Hornung)

### Altri personaggi della serie
- Professor Moriarty (dai romanzi di Sherlock Holmes di Arthur Conan Doyle)
- Mycroft Holmes (dai romanzi di Sherlock Holmes)
- Il Dottore (ispirato a Fu Manchu dei romanzi di Sax Rohmer)
- C. Auguste Dupin (dalle storie di Edgar Allan Poe)
- John Carter (dal ciclo di Marte/Barsoom di Edgar Rice Burroughs)
- Dr. Alphonse Moreau, dal romanzo di fantascienza L'isola del dottor Moreau di H. G. Wells. scienziato al soldo del governo britannico che fornisce alla Lega un'arma per fermare l'invasione marziana.
- Campion Bond, personaggio originale della serie, è l'agente del governo britannico che incarica Mina di creare una nuova Lega e funge da loro contatto. Agisce alle dirette dipendenze di "M" (è palese il rimando a James Bond, protagonista della serie di romanzi dello scrittore britannico Ian Fleming, di cui, presumibilmente, è il nonno).
- Ismaele, voce narrante di Moby Dick di Herman Melville, è il vicecapitano del Nautilus.

## Edizioni
In Italia sono usciti i seguenti volumi con le storie della Lega:
- Alan Moore e Kevin O'Neill, La Lega degli Straordinari Gentlemen - Vol. 1, Magic Press, ISBN 88-87006-24-5. (pubblicato in Italia da Magic Press, Planeta De Agostini e BAO Publishing)
- Alan Moore e Kevin O'Neill, La Lega degli Straordinari Gentlemen - Vol. 2, Magic Press, ISBN 88-7759-005-X. (pubblicato in Italia da Magic Press e BAO Publishing)
- Alan Moore e Kevin O'Neill, La Lega degli Straordinari Gentlemen - Black Dossier, 1ª edizione, Bao Publishing, 2013  [2007], ISBN 978-88-6543-179-5. (pubblicato in Italia da BAO Publishing)
- Alan Moore e Kevin O'Neill, La Lega degli Straordinari Gentlemen - Century, Bao Publishing, ISBN 978-88-6543-112-2. (conosciuto anche come Volume 3; pubblicato in Italia da BAO Publishing).